# Боблях, Андрей Ростиславович
Андрей Ростиславович Боблях (укр. Андрій Ростиславович Боблях; род. 5 марта 1985, село Кармелава, Вильнюсская область, Литовская ССР) — украинский предприниматель, политик.
Народный депутат Украины IX созыва.

## Биография

### Образование
Окончил Ровенский государственный гуманитарный университет (специальность «Прикладная математика».

### Трудовая деятельность
Боблях является частным предпринимателем в области ивентов. С коллегами имеет своё свадебное агентство и творческую студию.
Член общественной организации «Творческая молодёжь Полтавщины». Основатель творческой студии «Manhattan kids», один из основателей «Полтавской студенческой Лиги Смеха» и «Полтавской школьной лиги смеха».

## Политическая деятельность
Он работал помощником-консультантом депутата Ровенского областного совета.
В 2012 году баллотировался в Верховную Раду в качестве члена СПУ. Его кандидатуру поставили на 146 место в партийном списке.
Кандидат в народные депутаты от партии «Слуга народа» на парламентских выборах 2019 года (избирательный округ № 145, Киевский район города Полтавы, Котелевский, Полтавский районы). На время выборов: физическое лицо-предприниматель, проживает в Полтаве. Беспартийный.
Член Комитета Верховной Рады по вопросам гуманитарной и информационной политики.
7 декабря 2020 года включён в список украинских физических лиц, против которых российским правительством введены санкции.

## Личная жизнь
В 1987 году его семья переехала в село Заря Ровенской области. В 2013 году переехал в Полтаву.
Вместе с женой воспитывает сына.